# Lineodes interrupta
Lineodes interrupta là một loài bướm đêm trong họ Crambidae.